# Gustav Wretman
Gustav Wretman né le 10 août 1888 à Stockholm et mort le 17 octobre 1949 est un nageur suédois.
Il participe aux Jeux olympiques intercalaires de 1906 : 400 mètres nage libre [forfait] ; mile nage libre [non classé] et relais 4X250 mètres nage libre classé 5e.
Aux Jeux olympiques de 1908, il se classe 15e du 1 500 mètres nage libre en 28 min 40 s 8 ; il participe à la série la plus disputée du 100 mètres dos où il se classe 3e (temps non enregistré) ; il est dans l'équipe suédoise du relais 4 fois 200 mètres nage libre (800 mètres par équipe) qui termine troisième de sa série (temps non enregistré).
Il fait partie du comité d'organisation des épreuves aquatiques des Jeux olympiques de 1912 à Stockholm.

## Sources
- (en) Erik Bergvall, The Fifth Olympiad : The Official Report of the Olympic Games of Stockholm 1912, Stockholm, Wahlström & Widstrand, 1913, 1117 p. (lire en ligne).